# Choi Young-rae
Choi Young-rae (Hangul (최 영래?); Chungbak, 13 maggio 1982) è un tiratore a segno sudcoreano, vincitore di una medaglia d'argento ai Giochi olimpici di Londra 2012.

## Palmarès

### Giochi olimpici
- 1 medaglia:
  - 1 argento (pistola 50 metri a Londra 2012).